# Fettnekros
Fettnekros är ett tillstånd som kan uppstå var som helst i bröstet och som kan drabba kvinnor av alla åldrar. Det är en benign tumör, det vill säga en godartad tumör och inte en form av cancer. Ibland kan en klump uppstå, om den fettrika vävnaden i bröstet på något sätt är skadad. Det är denna typ av skada som kallas fettnekros. Nekros innebär att vävnaden är skadad eller död.
Fettnekros kan bland annat uppstå i samband med en nålbiopsi, bröstoperation eller strålbehandling av bröstet. Andra möjliga orsaker inkluderar skada i bröstet eller uppkomsten av ett blåmärke. Fettnekros ger vanligtvis inte upphov till smärta och känns som en fast, rund klump (eller flera klumpar). Vissa kvinnor kan dock uppleva att klumpen är öm eller smärtar. Ibland kan tillståndet leda till att bröstvårtan drar sig tillbaka in i bröstet.